# Nakai Takenoshin
Nakai Takenoshin (jap. 中井 猛之進; * 9. November 1882 in Gifu; † 6. Dezember 1952 in Tokio) war ein japanischer Botaniker, der zahlreiche Werke zur Flora Koreas veröffentlichte. Sein offizielles botanisches Autorenkürzel lautet „Nakai“.

## Leben und Wirken
Ab 1927 lehrte er an seiner Alma Mater der Kaiserlichen Universität Tokio.
Kurz nach der japanischen Besetzung Javas wurde Nakai 1942 Leiter des botanischen Gartens Kebun Raya in Bogor. Nach dem Krieg wurde er 1947 Direktor des Museums der Naturwissenschaften Tokio (heute Nationalmuseum der Naturwissenschaften).

## Ehrungen
Nach Nakai benannt ist die Pilzgattung Nakaiomyces Kobayasi.